# Front islamique de libération syrien
Ne doit pas être confondu avec Front islamique syrien, Front islamique (Syrie) ou Jabhat Tahrir Souriya.
Pour les articles homonymes, voir Front islamique.
Le Front islamique de libération syrien (arabe : جبهة تحرير سوريا الإسلامية, Jabhat Tahrīr Sūriyā al-Islāmiyyah) était un rassemblement de groupes rebelles islamistes engagés dans la guerre civile syrienne. Formé début septembre 2012, le front comptait parmi ses rangs entre  20 000 et 40 000 combattants.
Le Front islamique de libération syrien fut dissous le 25 novembre 2013, ses groupes armés les plus importants rejoignent alors le Front islamique.

## Affiliations
Certains groupes du Front islamique de libération syrien sont également membres de l'Armée syrienne libre,,.
Le 24 septembre 2013, plusieurs brigades du Front islamique de libération syrien déclarent rejeter la Coalition nationale syrienne et affirme que cette organisation ne les représente pas. Ce texte n'est cependant pas signé par la Brigade Omar al-Farouq.

## Idéologie
Selon le chercheur Romain Caillet, le Front islamique de libération syrien est une « formation islamiste relativement modérée ».

## Soutiens
Cette coalition était soutenue et financée par le Qatar et la Turquie.

## Composition
Le FLIS ou FLS rassemblait plus de 17 groupes armés toujours actifs pour la plupart  :
- Suqour al-Cham : groupe actif dans les gouvernorat de Hama et d'Idleb
- Conseil Révolutionnaire de Deir ez-Zor : groupe actif dans le gouvernorat de Deir ez-Zor
- Brigade al-Farouq : groupe actif dans le gouvernorat de Homs
- Liwa al-Tawhid : groupe actif dans le gouvernorat d'Alep
- Liwa al-Islam : groupe actif dans le gouvernorat de Damas
- Ansar al-Islam : groupe actif dans le gouvernorat de Damas
- Kataeb Suqour al-Kurd : groupe actif dans le gouvernorat de Hassaké
- Kataeb Suqour al-Homs : groupe actif dans le gouvernorat de Homs
- Brigade de Homs : groupe actif dans le gouvernorat de Homs
- Kataeb al-Imane : groupe actif dans le gouvernorat de Hama
- Brigade du chahid Ahmed Ouda : groupe actif dans le gouvernorat de Homs
- Brigade des martyrs de Baba Amr : groupe actif dans le gouvernorat de Homs
- Brigade de Mohammed Ibn Abdullah : groupe actif dans le gouvernorat de Homs
- Kataeb Jund Allah : groupe actif dans le gouvernorat de Homs
- Kataeb Fursan al-Haq : groupe actif dans le gouvernorat de Homs
- Brigade d'Amr ibn al-As : groupe actif dans le gouvernorat de Deir ez-Zor
- Kataeb Qalat al-Homs : groupe actif dans le gouvernorat de Homs